# 4Ocean
4Ocean es una empresa con fines de lucro que vende al por menor brazaletes hechos con materiales reciclados, así como ropa y otras mercancías cuyos materiales se obtienen de manera ambiental y socialmente responsable. Fue fundada en 2017 en Boca Ratón, Florida.
Aunque es una empresa con fines de lucro, también son una Corporación B certificada, pues asumen el compromiso de mejora continuo de desempeño social y ambiental.
La empresa utiliza una parte de las ganancias generadas por las ventas de brazaletes para eliminar una libra de basura del océano y las costas, como parte de los esfuerzos para eliminar la contaminación plástica en los océanos. Tiene operaciones de limpieza en Florida, Haití, Guatemala y Bali, y ha organizado eventos de limpieza de voluntarios en varios países. La compañía tiene una «promesa de una libra», que sostiene que, como mínimo, se eliminará una libra de desechos marinos por artículo vendido.

## Historia
Fue fundada por Alex Schulze y Andrew Cooper, quienes, en un viaje a Bali, Indonesia, observaron que las playas estaban llenas de desechos plásticos; vieron a pescadores empujando sus botes a través de montones de plástico para llegar a aguas más abiertas. Al enterarse de que los desechos plásticos se acumulaban en las costas de la provincia debido a las corrientes del océano, comenzaron a explorar ideas de operaciones de limpieza generalizadas.
Juntos crearon un modelo de negocio que permitía a los voluntarios tener acceso a los suministros y recursos necesarios para la retracción y disposición de los desechos que se encuentran en el agua y a lo largo de las costas.
A partir de 2022, la empresa afirma haber eliminado más de 25 millones de libras de desechos de varios océanos y costas desde su creación. A enero de 2019, empleaba a más de 200 personas. Un comunicado de transparencia difundido a través de la Corporación B indicó que en 2020, debido al COVID-19, la empresa se vio obligada a despedir a 136 de sus 179 empleados.

## Modelo de negocio
4Ocean es una empresa comercial con fines de lucro que se financia con las ventas de sus productos en línea. Estos fondos se distribuyen para financiar operaciones de limpieza y proporcionar equipos de limpieza de aguas profundas. Por cada $20 de facturación, la compañía afirma que sus empleados recuperan una libra de desechos plásticos de los océanos y las costas.
En noviembre de 2019, Business Insider informó que el archivo de publicidad de Facebook mostró que 4Ocean había comprado 4290 anuncios, gastando $3,654,791, lo que los convirtió en el decimocuarto comprador más grande de anuncios políticos, electorales o centrados en temas en la plataforma.

## Premios
- 4Ocean ganó el premio "Agent of Change Award" de la revista Surfer.[14]
- Los fundadores de 4Ocean fueron nombrados en la lista "30 Under 30 — Social Entrepreneurs 2019" de la revista Forbes .[15]
- Los fundadores de 4Ocean fueron nombrados en la "Clase creativa 201" por Newsweek .[16]